# Canon Hebreo
La mayor parte de la Biblia judía o Tanaj, se escribió en hebreo, excepto algunas páginas, que se escribieron en arameo. El 'canon palestinense' es la lista (o canon) de libros bíblicos hebreos inspirados según quedó establecida definitivamente para el judaísmo en el siglo II de nuestra era, por el consenso de un grupo de sabios rabinos que habían conseguido escapar del asedio de Jerusalén en el año 70 y que habían fundado una escuela en Yamnia. A estos libros se les conoce como protocanónicos o Tanaj, y se clasifican en:
1. La Torá (La Ley).
2. Nevi'im (Los profetas).
3. Ketuvim (Los escritos que comienzan con el libro de los Salmos).

Este canon significó el rechazo de algunos libros, que pasaron a conocerse como deuterocanónicos, que un grupo de maestros judíos (alejandrinos, es decir egipcios) había incluido en el Canon de Alejandría o Septuaginta en el siglo II a. C.. La forma "deuterocanonico" significa "segundo canon" en contraste con el término "protocanónico" que significa primer canon. Hoy se sabe que el primer canon, en orden cronológico, fue el de Alejandría, por lo que estos dos términos han caído en desuso.
El hebreo, sólo se escribe con consonantes. El lector añade las vocales según el contexto en que se encuentre la palabra leída. En el siglo VII, unos maestros judíos, llamados masoretas, añadieron las vocales con un sistema de puntos situados debajo o encima de las consonantes. Este texto ha recibido el nombre de texto masorético.
Surgimiento de esta Teoría
La existencia del Concilio de Jamnia, en el cual supuestamente 7 libros fueron suprimidos del canon del Antiguo Testamento, fue propuesta por primera vez por Heinrich Graetz en 1871, y su teoría gozó de popularidad durante buena parte del siglo XX. Actualmente no se considera un hecho probado que dicha asamblea haya existido, por lo menos como lo propuso Graetz, y menos si no hay pruebas ni literarias ni arqueológicas.
- Datos: Q5747583